# 邁恩維爾 (紐約州)
邁恩維爾（英語：Mineville）是位於美國紐約州艾塞克斯縣的普查規定居民點。

## 人口
根據2020年美國人口普查的數據，邁恩維爾的面積為9.63平方千米，當中陸地面積為9.59平方千米，而水域面積為0.04平方千米。當地共有人口1327人，而人口密度為每平方千米137.8人。